# Zápas na Letních olympijských hrách 2016 – muži, volný styl do 97 kg
Zápasy v ve volném stylu na Letních olympijských hrách v Riu v kategorii těžkých vah mužů proběhly v hale Carioca Arena 2 v přilehlé části Ria de Janeira v Barra da Tijuca 21. srpna 2016.

## Finále
| finále          |             |
| --------------- | ----------- |
| Kyle Snyder     | Kyle Snyder |
| Chetag Gozjumov | Kyle Snyder |

## Opravy / O bronz
Do oprav se dostali volnostylaří, kteří během turnaje v pavouku prohráli svůj zápas s jedním ze dvou finalistů.
| opravy         | opravy            | o bronz           |                   |
| -------------- | ----------------- | ----------------- | ----------------- |
| volný los      | Javier Cortina    | Albert Saritov    | Albert Saritov    |
| volný los      | Javier Cortina    | Albert Saritov    | Albert Saritov    |
|                | Albert Saritov    | Albert Saritov    | Albert Saritov    |
|                |                   | Elizbar Odykadze  | Albert Saritov    |
| Rezá Jazdání   | Rezá Jazdání      | Magomed Ibragimov | Magomed Ibragimov |
| Radosław Baran | Rezá Jazdání      | Magomed Ibragimov | Magomed Ibragimov |
|                | Magomed Ibragimov | Magomed Ibragimov | Magomed Ibragimov |
|                |                   | Valerij Andrijcev | Magomed Ibragimov |

## Pavouk
|   | 1/32              | 1/16                     | čtvrtfinále       | semifinále        | finále          |
| - | ----------------- | ------------------------ | ----------------- | ----------------- | --------------- |
| A | volný los         | Kyle Snyder              | Kyle Snyder       | Kyle Snyder       | Kyle Snyder     |
| A | volný los         | Kyle Snyder              | Kyle Snyder       | Kyle Snyder       | Kyle Snyder     |
| A | volný los         | Javier Cortina           | Kyle Snyder       | Kyle Snyder       | Kyle Snyder     |
| A | volný los         | Javier Cortina           | Kyle Snyder       | Kyle Snyder       | Kyle Snyder     |
| A | volný los         | Albert Saritov           | Albert Saritov    | Kyle Snyder       | Kyle Snyder     |
| A | volný los         | Albert Saritov           | Albert Saritov    | Kyle Snyder       | Kyle Snyder     |
| A | volný los         | Nicolae Ceban            | Albert Saritov    | Kyle Snyder       | Kyle Snyder     |
| A | volný los         | Nicolae Ceban            | Albert Saritov    | Kyle Snyder       | Kyle Snyder     |
| B | volný los         | José Daniel Díaz         | Mamed Ibragimov   | Elizbar Odykadze  | Kyle Snyder     |
| B | volný los         | José Daniel Díaz         | Mamed Ibragimov   | Elizbar Odykadze  | Kyle Snyder     |
| B | volný los         | Mamed Ibragimov          | Mamed Ibragimov   | Elizbar Odykadze  | Kyle Snyder     |
| B | volný los         | Mamed Ibragimov          | Mamed Ibragimov   | Elizbar Odykadze  | Kyle Snyder     |
| B | volný los         | Elizbar Odykadze         | Elizbar Odykadze  | Elizbar Odykadze  | Kyle Snyder     |
| B | volný los         | Elizbar Odykadze         | Elizbar Odykadze  | Elizbar Odykadze  | Kyle Snyder     |
| B | volný los         | Giorgi Ketojev           | Elizbar Odykadze  | Elizbar Odykadze  | Kyle Snyder     |
| B | volný los         | Giorgi Ketojev           | Elizbar Odykadze  | Elizbar Odykadze  | Kyle Snyder     |
| C | volný los         | Dordžchandyn Khüderbulga | Magomed Musajev   | Valerij Andrijcev | Chetag Gozjumov |
| C | volný los         | Dordžchandyn Khüderbulga | Magomed Musajev   | Valerij Andrijcev | Chetag Gozjumov |
| C | volný los         | Magomed Musajev          | Magomed Musajev   | Valerij Andrijcev | Chetag Gozjumov |
| C | volný los         | Magomed Musajev          | Magomed Musajev   | Valerij Andrijcev | Chetag Gozjumov |
| C | volný los         | Valerij Andrijcev        | Valerij Andrijcev | Valerij Andrijcev | Chetag Gozjumov |
| C | volný los         | Valerij Andrijcev        | Valerij Andrijcev | Valerij Andrijcev | Chetag Gozjumov |
| C | volný los         | Anzor Boltukajev         | Valerij Andrijcev | Valerij Andrijcev | Chetag Gozjumov |
| C | volný los         | Anzor Boltukajev         | Valerij Andrijcev | Valerij Andrijcev | Chetag Gozjumov |
| D | volný los         | Soso Tamarau             | Magomed Ibragimov | Chetag Gozjumov   | Chetag Gozjumov |
| D | volný los         | Soso Tamarau             | Magomed Ibragimov | Chetag Gozjumov   | Chetag Gozjumov |
| D | Magomed Ibragimov | Magomed Ibragimov        | Magomed Ibragimov | Chetag Gozjumov   | Chetag Gozjumov |
| D | Bedopassa Buassat | Magomed Ibragimov        | Magomed Ibragimov | Chetag Gozjumov   | Chetag Gozjumov |
| D | Rezá Jazdání      | Rezá Jazdání             | Chetag Gozjumov   | Chetag Gozjumov   | Chetag Gozjumov |
| D | İbrahim Bölükbaşı | Rezá Jazdání             | Chetag Gozjumov   | Chetag Gozjumov   | Chetag Gozjumov |
| D | Radosław Baran    | Chetag Gozjumov          | Chetag Gozjumov   | Chetag Gozjumov   | Chetag Gozjumov |
| D | Chetag Gozjumov   | Chetag Gozjumov          | Chetag Gozjumov   | Chetag Gozjumov   | Chetag Gozjumov |